# O Porto
 (novembre 2023).
Si vous disposez d'ouvrages ou d'articles de référence ou si vous connaissez des sites web de qualité traitant du thème abordé ici, merci de compléter l'article en donnant les références utiles à sa vérifiabilité et en les liant à la section « Notes et références ».
Albums de Madredeus
O paraíso
(1997) Antologia
(2000)
O Porto est un album en public du groupe portugais Madredeus enregistré au Coliseu do Porto de Porto. Il est sorti en 1998 au Portugal sur le label Blue Note. 

## Liste des titres de l'album
1. Coisas pequenas - 7:21
2. Os dias são a noite - 4:40
3. A andorinha da primavera - 3:25
4. A tempestade - 6:00
5. Margem - 5:08
6. Carta para ti - 4:11
7. Canção do tempo - 4:34
8. Agora - Canção aos novos - 9:38
9. A praia do mar - 4:48
10. Alvorada - 9:03
11. Claridade - 5:46
12. Quem amo - 2:51
13. Alma - 2:52
14. Os foliões - 4:53
15. O paraíso - 9:27
16. O sonho - 6:57
17. Não muito distante - 4:39
18. Haja o que houver - 6:23

## Musiciens
- Teresa Salgueiro - voix
- Pedro Ayres Magalhães - guitare classique
- Carlos Maria Trindade - claviers
- José Peixoto - guitare classique